# Gustav Hartmann (Jurist)

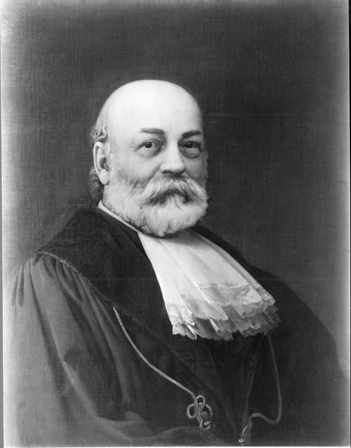
Bildnis von Gustav Hartmann, Bestand Tübinger Professorengalerie

Gustav Hartmann (* 31. März 1835 in Vechelde; † 16. November 1894 in Tübingen) war ein deutscher Jurist.
Hartmann studierte Rechtswissenschaft an der Universität Göttingen, wo er auch 1857 promoviert wurde und sich 1860 habilitierte. Von 1860 bis 1864 war er Privatdozent in Göttingen, wurde 1864 als Professor des römischen Rechts nach Basel, 1872 nach Freiburg berufen und lehrte seit 1878 in Göttingen, von wo er 1885 einem Ruf nach Tübingen folgte.

## Werke
- Zur Lehre von den Erbverträgen und von den gemeinschaftlichen Testamenten, zwei Abhandlungen aus dem gemeinen Rechte. Braunschweig: Leibrock, 1860 (Habilitationsschrift).
- Über den rechtlichen Begriff des Geldes und den Inhalt von Geldschulden. Braunschweig: Leibrock, 1868.
- Über Begriff und Natur der Vermächtnisse im römischen Rechte. Akademische Antrittsschrift. Braunschweig: Schwetschke, 1872.
- Die Obligation. Untersuchungen über ihren Zweck u. Bau. Erlangen: Deichert, 1875.
- Internationale Geldschulden, Beitrag zur Rechtslehre vom Gelde. Freiburg i. B.; Tübingen: Mohr, 1882.
- Juristischer Casus und seine Prästation bei Obligationen auf Sachleistung insbesondere beim Kauf. Nachdr. [d. Ausg.] Jena: G. Fischer 1884. Frankfurt am Main: Keip, 1970.
- Werk und Wille bei stillschweigendem Konsens. Freiburg, 1888.
- Leibniz als Jurist und Rechtsphilosoph. Tübingen: Laupp, 1892.
- Die Grundprincipien der Praxis des Englisch-Amerikanischen Vertragsrechts gegenüber der Deutschen gemeinrechtlichen Vertragsdoktrin. Freiburg im Breisgau, 1891.